# Sluzjebnyj roman
Sluzjebnyj roman (russisk: Служебный роман, da.: Kontorromance) er en sovjetisk spillefilm fra 1977 instrueret af Eldar Rjasanov.

## Medvirkende
- Andrej Mjagkov som Anatolij Jefremovitj Novoseltsev
- Alisa Freindlich som Ljudmila Prokofjevna Kalugina
- Oleg Basilasjvili som Jurij Grigorjevitj Samokhvalov
- Svetlana Nemoljajeva som Olga Petrovna Ryzjova
- Lija Akhedzjakova som Verotjka